# Почитанка
Почита́нка — село в Ижморском районе Кемеровской области. Входит в состав Постниковского сельского поселения.

## География
Центральная часть населённого пункта расположена на высоте 219 метров над уровнем моря.

## Население
| 2010 |
| ---- |
| 306  |

По данным Всероссийской переписи населения 2010 года, в селе Почитанка проживает 306 человек (143 мужчины, 163 женщины).

## В культуре
По мотивам поездки сельской учительницы из Почитанки на Поле Чудес был снят фильм Алёнка из Почитанки 